# L'appuntamento
L'appuntamento (traduction littérale : Le Rendez-vous) est un film-comédie italien écrit et réalisé par Giuliano Biagetti, sorti en 1977,,.

## Synopsis
Adelmo Bartelesi a une charmante collègue de travail, Adelaide Picchioni, qui est désirée par tous. Adelmo, persévérant, réussit à obtenir un rendez-vous avec elle, mais le trajet pour arriver à la maison d'Adélaïde présente quelques difficultés...

## Fiche technique
- Titre : L'appuntamento
- Réalisation : Giuliano Biagetti
- Scénario : Giuliano Biagetti
- Musique : Berto Pisano
- Photographie : Antonio Borghesi
- Production: Dora film
- Montage : Romeo Ciatti
- Durée : 91 minutes
- Genre : comédie
- Langue : italien
- Date de sortie : Italie : 20 août 1977

## Distribution
- Renzo Montagnani : Adelmo Bartalesi
- Barbara Bouchet : Ingrid
- Mario Carotenuto : Commendatore
- Orchidea De Santis
- Maria Pia Conte : Adelaide